# نفس بکش (ترانه پینک فلوید)
«نفس بکش» (به انگلیسی: Breathe) که با نام (در هوا) نفس بکش (به انگلیسی: Breathe (In The Air)) نیز شناخته می‌شود نام آهنگی از آلبوم نیمه تاریک ماه گروه موسیقی پراگرسیو راک پینک فلوید است که در سال ۱۹۷۳ منتشر شد. این آهنگ در سال ۲۰۰۵ در اجرای Live8 نیز توسط گروه پینک فلوید به اجرا درآمد.